# Santissima Trinità dei Pellegrini
Santissima Trinità dei Pellegrini, officiellt benämnd Santissima Trinità dei Pellegrini ai Catinari, är en kyrkobyggnad i Rom, helgad åt den heliga Treenigheten. Kyrkan är belägen vid Piazza della Trinità dei Pellegrini i Rione Regola och tillhör församlingen Santi Biagio e Carlo ai Catinari.
Kyrkan tillhör Petrusbrödraskapet.

## Kyrkans historia
Kort före Jubelåret 1550 stiftade Filippo Neri ett brödraskap, Arciconfraternita dei Pellegrini e Convalescenti, med uppgift att bistå de pilgrimer, vilka väntades till Rom. År 1558 överlät påve Paulus IV kyrkan San Benedetto in Arenula åt brödraskapet. Denna kyrka revs och år 1587 lades första stenen till dagens kyrkobyggnad.
Byggnadsarbetet leddes till en början av Martino Longhi den äldre, men övertogs av Paolo Maggi som fullbordade kyrkan år 1616. Den svagt konkava fasaden, ritad av Francesco de Sanctis, har skulpturer föreställande de fyra evangelisterna, utförda av Bernardino Ludovisi.

## Interiören
Kyrkans grundplan har formen av ett latinskt kors. Högaltarmålningen utgörs av Guido Renis Den heliga Treenigheten. I kupolens pendentiv har Giovanni Battista Ricci freskmålat De fyra Evangelisterna. Lanterninens Den evige Fadern är ett verk av Reni.
Interiören har åtta sidokapell, fyra på var sida.

### Höger sida
Cappella del Santissimo Crocefisso
Det första sidokapellet på höger hand är invigt åt den korsfäste Kristus och hyser ett träkrucifix från 1600-talet.
Cappella di San Filippo Neri
I det andra kapellet, invigt åt den helige Filippo Neri, återfinns altarmålningen Jungfru Maria och Barnet uppenbarar sig för den helige Filippo Neri, ett verk av Filippo Bigioli från 1853.
Cappella di San Giovanni Battista de' Rossi
Kapellet var ursprungligen invigt åt Jungfru Marie bebådelse, men är sedan år 1883 invigt åt den helige Giovanni Battista de' Rossi. Antonio Bianchini har utfört altarmålningen Den helige Giovanni Battista de' Rossis förhärligande.
Cappella di San Matteo
Det fjärde sidokapellet på höger hand är beläget i höger tvärskepp och är invigt åt evangelisten Matteus. Här kan man beskåda skulpturgruppen Den helige Matteus och ängeln; evangelisten Matteus är utförd av den flamländske skulptören Jacob Cobaert, medan ängeln är ett verk av Pompeo Ferrucci.

### Vänster sida
Cappella di San Carlo Borromeo
Det första sidokapellet på vänster hand är invigt åt den helige Carlo Borromeo. Altarmålningen Jungfru Maria och Barnet med de heliga Carlo Borromeo, Dominicus, Filippo Neri och Antonius av Padua är utförd av Guillaume Courtois. I kapellet finns även fresker av Giovanni Battista Ferretti.
Cappella dei Santi Agostino e Francesco
Andra kapellet till vänster är invigt åt de heliga Augustinus och Franciskus av Assisi. Cavalier d'Arpino har målat Jungfru Maria och Barnet med de heliga Franciskus och Augustinus.
Cappella di San Gregorio Magno
Tredje kapellet, invigt åt den helige påven Gregorius den store, uppvisar altarmålningen Den helige Gregorius befriar själar ur skärselden av Baldassare Croce.
Cappella della Vergine Santissima
Det fjärde sidokapellet på vänster hand, beläget i vänster tvärskepp, är invigt åt Jungfru Maria och de heliga Josef och Benedikt. En Madonnaikon är inkorporerad i altarmålningen föreställande de heliga Josef och Benedikt av Giovanni Battista Ricci.

## Bilder
| - Kyrkans fasad före restaureringen år 2023. - Kupolinteriören. - Den heliga Treenigheten, utförd av Guido Reni. - Santissima Trinità dei Pellegrini. Gravyr av Giuseppe Vasi. |